# 장수공공도서관
장수공공도서관은 전북특별자치도 장수군 장수읍 소재의 도서관이다. 장계면 소재의 장수군립도서관 과는 별개이다.

## 연혁
- 1972.11.29 장수공공도서관 건립 및 개관(장수읍 장수리 488번지)
- 1973.07.14 장수공공도서관 설치조례 제정 공포(장수군조례 제348호)
- 1991.03.26 장수공공도서관으로 명칭개정(전라북도공공도서관 설치조례개정 제2018호)
- 1994.08.05 장수공공도서관 신축이전(장수읍 장수리 312번지)
- 1997.11.19 직급상향조정(7급→6급) (전라북도교육행정관1230-791)(1997.11.19)

## 이용 안내
이용시간
- 일반열람실(초등학생 이상 일반인): 평일 09:00~21:00 / 토·일요일 09:00~18:00
- 종합자료실, 아동자료실, 유아자료실: 평일 09:00~18:00 / 주말 09:00~18:00 - 관내 유치원생 이상 장수군 주민 이용 가능
- 디지털자료실: 매일 09:00~18:00 - 관내 유치원생 이상 장수군 주민 이용 가능
- 평생교육실, 시청각실: 연간 운영계획에 의함. 시설 이용신청 후 사용 가능.

휴관일
- 매주 월요일, 법정공휴일
- 임시공휴일, 도서의 정리 및 시설의 보수, 기타 업무 수행에 필요하여 관장이 정하는 날